# Julie Caitlin Brown

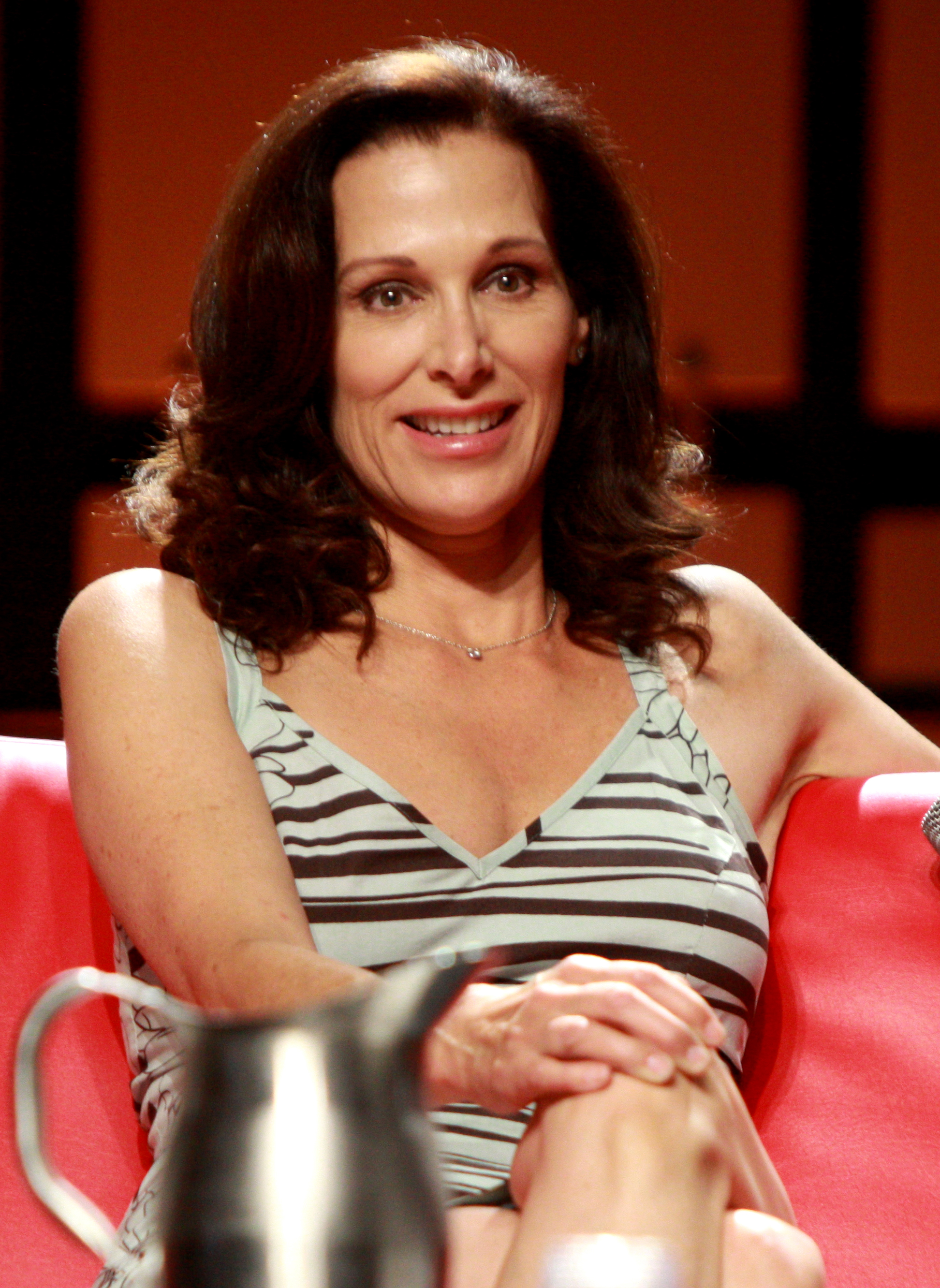
Julie Caitlin Brown (2013)

Julie Caitlin Brown (* 27. Januar 1961 in San Francisco, Kalifornien, Vereinigte Staaten) ist eine US-amerikanische Musikerin und Schauspielerin.

## Leben
Brown wurde 1961 in San Francisco geboren und zog im Alter von 18 Jahren nach Napa Valley, wo sie als Jazz- und Blues-Sängerin arbeitete. Ihren ersten Bühnenauftritt hatte sie 1983 in dem Musical Jesus Christ Superstar als Maria Magdalena. 1988 ging sie für zwei Jahre nach Florida, wo sie in zahlreichen Werbespots mitwirkte und auch ihre ersten Auftritte in Filmen und Fernsehserien hatte. 1990 zog sie nach New York, wo sie in den Broadway-Musicals Toll trieben es die alten Römer und Grand Hotel auftrat. 1992 ging sie zurück nach Kalifornien, wo sie in zahlreichen Fernsehserien mitwirkte. Zwischen 1994 und 1998 verkörperte sie als Na'Toth in der Science-Fiction-Serie Babylon 5 ihre bekannteste Rolle.
Julie Caitlin Brown hat zwei Söhne und ist verheiratet mit dem Schauspieler Craig Damon, welcher der Vater ihres jüngeren Sohnes ist.

## Filmografie (Auswahl)
- 1989: Skandal in Palm Beach – Die Pulitzer-Story (Roxanne: The Prize Pulitzer, Fernsehfilm)
- 1990: Miami Blues (Fernsehserie, eine Folge)
- 1993: Star Trek: Deep Space Nine (Fernsehserie, eine Folge)
- 1993: Raumschiff Enterprise: Das nächste Jahrhundert (Star Trek: The Next Generation, Fernsehserie, zwei Folgen)
- 1994–1998: Babylon 5 (Fernsehserie, 7 Folgen)
- 1995: Renegade – Gnadenlose Jagd (Renegade, Fernsehserie, eine Folge)
- 1996/2000: JAG – Im Auftrag der Ehre (JAG, Fernsehserie, zwei Folgen)
- 1997: Baywatch Nights (Fernsehserie, eine Folge)
- 1999: Beverly Hills, 90210 (Fernsehserie, eine Folge)
- 1999: Becker (Fernsehserie, eine Folge)
- 1999: Sliders – Das Tor in eine fremde Dimension (Sliders, Fernsehserie, eine Folge)
- 2010: All About Evil
- 2013: The Call (Kurzfilm)